# Prälatur Ludwigsburg
Die Prälatur Ludwigsburg, auch Sprengel Ludwigsburg genannt, war zuletzt von 1992 bis 2003 eine der Prälaturen der Evangelischen Landeskirche in Württemberg. Damals wurde sie aufgelöst und ihr Gebiet auf die umliegenden Prälaturen verteilt. Seither gibt es (wie auch vor 1955) vier Prälaturen.
Von 1823 bis 1955 gab es schon einmal eine Prälatur in Ludwigsburg.
Im Gegensatz zum Kirchenbezirk, welcher eine Körperschaft des öffentlichen Rechts ist, hatte die Prälatur keine Rechtspersönlichkeit. Es handelte sich lediglich um einen kirchlichen Verwaltungsbezirk. Die Leitung der Prälatur oblag dem Prälat (der Prälatin), der auch als „Regionalbischof“ („Regionalbischöfin“) bezeichnet wurde.

## Gebiet
Die Prälatur Ludwigsburg umfasste zuletzt das Gebiet von Besigheim im Norden bis Herrenberg im Süden und von Mühlacker im Westen bis Schorndorf im Osten, also im Wesentlichen die Landkreise Böblingen und Ludwigsburg sowie den Rems-Murr-Kreis und den Osten des Enzkreises. Zur Prälatur Ludwigsburg zählten zuletzt die Kirchenbezirke Backnang, Besigheim, Böblingen, Ditzingen, Herrenberg, Leonberg, Ludwigsburg, Marbach, Mühlacker, Schorndorf, Vaihingen an der Enz und Waiblingen.

## Geschichte

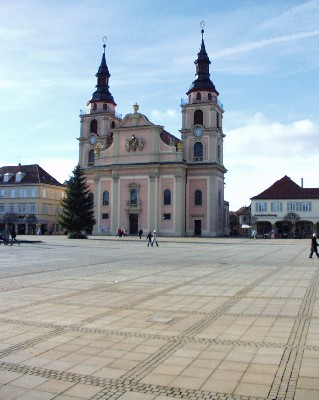
Evangelische Stadtkirche am Marktplatz.

Die Prälaturen gehen zurück auf die früheren Generalsuperintendenzen (auch Generalate) in Württemberg. Diese wurden schon bald nach Einführung der Reformation an den Standorten der ehemaligen Klöster (Adelberg, Bebenhausen, Denkendorf und Maulbronn) eingesetzt. An der Spitze stand jeweils ein dem Propst der Stiftskirche Stuttgart unterstehender Generalsuperintendent. Das Amt des Generalsuperintendenten war jedoch meist nicht mit dem jeweiligen Klostersitz verbunden, vielmehr trug der Verwaltungsbezirk lediglich deren Bezeichnung. Im Laufe Geschichte wurden die Bezeichnungen der Generalsuperintendenzen mehrmals verändert. So entstand 1823 anstelle der bisherigen Generalsuperintendenz Maulbronn die Generalsuperintendenz Ludwigsburg. Sie umfasste aber nur die fünf Dekanate Ludwigsburg, Böblingen, Cannstatt, Stuttgart und das erst 1819 vom Dekanat Stuttgart abgetrennte Dekanat Stuttgart-Amt. 1924 wurden aus den Generalsuperintendenzen die Prälaturen. 1934 wurde in Stuttgart eine eigene Prälatur errichtet und 1955 wurde die Prälatur Ludwigsburg aufgehoben. 1992 wurde sie mit neuer Umschreibung (jetzt mit zwölf Dekanaten) wieder errichtet, bevor sie 2003 im Zuge von Sparmaßnahmen endgültig aufgehoben wurde. Damals wurden die Kirchenbezirke Backnang, Mühlacker, Schorndorf und Waiblingen der Prälatur Heilbronn, die Kirchenbezirke Besigheim, Ditzingen, Ludwigsburg, Marbach und Vaihingen/Enz der Prälatur Stuttgart und die Kirchenbezirke Böblingen, Herrenberg und Leonberg der Prälatur Reutlingen zugeordnet.
Hauptkirche der Prälatur Ludwigsburg war die evangelische Stadtkirche in Ludwigsburg, an welcher die Prälatin auch regelmäßig Gottesdienste hielt.

## Generalsuperintendenten und Prälaten seit 1823
- 1823–1841: Sixt Jakob von Kapff
- 1841–1848: Christian David Alexander von Heermann
- 1848–1860: Christoph Friedrich von Gerok
- 1860–1868: Albert von Binder
- 1868–1883: Albert von Hauber
- 1883–1890: Paul Friedrich von Lang
- 1890–1900: Georg Ernst Julius von Ege
- 1900–1912: Karl von Berg
- 1913–1922: Wilhelm (von) Stahlecker (1851–1931)
- 1922–1933: Heinrich Albert Peter Holzinger (1863–1944)
- 1933–1936: Ludwig Friedrich Vöhringer (1872–1949)
- 1937–1955: Theodor Schlatter (1885–1971)
- 1956–1991: Prälatur Ludwigsburg nicht existent
- 1992–2003: Dorothea Margenfeld (* 1939)